# Beka Lomtadze
Beka Lomtadze (en géorgien : ბექა ლომთაძე, né le 23 novembre 1991 à Koutaïssi) est un lutteur géorgien, spécialiste de lutte libre.
Il remporte la médaille d'argent dans la catégorie des moins de 61 kg lors des Jeux européens de 2015, lors des Championnats du monde 2016 et lors des Championnats d'Europe 2018, des Championnats d'Europe de lutte 2019 et des Championnats d'Europe de lutte 2020. Il est médaillé de bronze lors des Championnats d'Europe de lutte 2021.